# Taekwondo nos Jogos da Lusofonia de 2014
O taekwondo nos Jogos da Lusofonia de 2014 foi disputado na Sala Multiuso Pelem em Mapuçá. Todos os 8 eventos foram disputados no dia 26 de janeiro.

## Calendário
| Taekwondo | Janeiro | Janeiro | Janeiro | Janeiro | Janeiro | Janeiro | Janeiro | Janeiro | Janeiro | Janeiro | Janeiro | Janeiro |
| Taekwondo | 18      | 19      | 20      | 21      | 22      | 23      | 24      | 25      | 26      | 27      | 28      | 29      |
| --------- | ------- | ------- | ------- | ------- | ------- | ------- | ------- | ------- | ------- | ------- | ------- | ------- |
| Masculino |         |         |         |         |         |         |         |         | 4       |         |         |         |
| Feminino  |         |         |         |         |         |         |         |         | 4       |         |         |         |

|  | Dia de competição |  | Dia de final |

## Participantes
| Delegação               | F | M  | T  |
| ----------------------- | - | -- | -- |
| ANG Angola              | 3 | 4  | 7  |
| CPV Cabo Verde          | 2 | 5  | 7  |
| IND Índia               | 5 | 4  | 9  |
| MAC Macau               | 4 | 4  | 8  |
| POR Portugal            | 7 | 8  | 15 |
| SRI Sri Lanka           | 3 | 4  | 7  |
| STP São Tomé e Príncipe | 1 | 3  | 4  |
| TLS Timor Leste         | 2 | NP | 2  |

 Brasil,  Guiné-Bissau e  Moçambique não enviaram atletas para este esporte.

## Medalhistas

### Masculino
| Evento        | Ouro                 | Prata                  | Bronze                                     |
| ------------- | -------------------- | ---------------------- | ------------------------------------------ |
| Até 58kg      | POR Rui Bragança     | ANG Manuel de Carvalho | SRI Anura Bandara IND Aman Kumar           |
| Até 68kg      | PRT Mario Silva      | LKA Hettiarachchi      | IND Saravana Pandia CPV Yannick Nascimento |
| Até 80kg      | PRT Julio Alexandres | STP Eloy Boa Morte     | MAC Pun Chi Fai IND Anand Pandia           |
| Acima de 80kg | MAC Hao Chao         | PRT Eduardo Sousa      | IND Siraj Khan SRI Tharindu Senarathne     |

### Feminino
| Evento        | Ouro            | Prata                   | Bronze                                  |
| ------------- | --------------- | ----------------------- | --------------------------------------- |
| Até 49kg      | IND Purva Dixit | PRT Ana Coelho          | ANG Rosalina Claudia MAC Lei Justina    |
| Até 57kg      | POR Joana Cunha | IND Sneha Bhat          | ANG Susanete Rosaria SRI Sandamali      |
| Até 67kg      | MAC Liu Qing    | PRT Joana Cardoso       | CPV Sofia Reis IND Rekha Pukhramba      |
| Acima de 67kg | MAC Wang Junnan | POR Ana Patrícia Santos | ANG Suzanete Rosaria IND Dextra Pereira |